# Departamento de Pando
El departamento de Pando es uno de los nueve departamentos en que se divide Bolivia. Su capital y ciudad más poblada es Cobija. Está ubicado en el extremo noroeste del país, limitando al norte y al este con la República Federativa de Brasil, al sur con el departamento de La Paz, al sureste con el departamento del Beni y al oeste con la República del Perú. El departamento cuenta con una población de 130 761 habitantes según el censo INE 2024, siendo el departamento menos poblado de Bolivia, con tiene una densidad de 2,05 hab/km² (el menos densamente poblado).  
El departamento se creó el 24 de septiembre de 1938 durante el gobierno del presidente Germán Busch Becerra con objetivos geopolíticos, nombrado en reconocimiento y homenaje al expresidente José Manuel Pando quien fuera uno de los primeros exploradores bolivianos en incursionar en la región, en ese entonces llamada Territorio Nacional de Colonias. 
Según datos oficiales del Instituto Nacional de Estadística de Bolivia, en 2018 la economía de todo el Departamento de Pando  (producto interno bruto) alcanzó los US$ 373 millones de dólares,  representando el 0,91 % de la Economía Total de Bolivia (40.581 millones). En cuanto al ingreso por habitante (PIB per cápita), el departamento cerró el año 2018 con US$ 2.593 dólares en promedio por habitante.
El departamento de Pando tiene un relieve mayormente llano y posee una altitud media de 280 metros sobre el nivel del mar. Posee un clima tropical y está cubierto por la selva de la Amazonia y surcado por innumerables ríos. Los suelos bajos se caracterizan por frecuentes inundaciones que afectan gran parte de las tierras durante varios meses al año.
La comunicación con el resto del país es a través de la Ruta Nacional 13 que conecta el departamento de Pando con el departamento del Beni.
El departamento de Pando se encuentra conformado por 5 provincias, las cuales son: provincia de Nicolás Suárez, provincia de Manuripi, provincia de Madre de Dios, provincia de Federico Román y la provincia de Abuná, las cuales a su vez se encuentran divididas en municipios. El departamento está dividido en 15 municipios. Su capital es Cobija la cual cuenta con unos 65.000 habitantes.

## Historia

### Época precolonial
Diversas tribus indígenas nómadas habitaban la región de lo que es el actual territorio departamental, donde se asentaron las tribus amazónicas de los grupos étnicos yaminahuas, tacanas, ese'ejjas, Toromonas, machineris, cavineños y pacahuaras. También fueron encontrados hallazgos de un sitio arqueológico llamado Fortaleza Victoria en la localidad de Las Piedras, al sur del departamento, que se trata de una muralla hecha de piedra que según estudios, se trataría de una fortaleza incaica.
Durante época colonial ingresaron expediciones españolas con resultados trágicos para los europeos, en la búsqueda del Paitití.

### Época republicana
En 1842 durante el gobierno de José Ballivián, el territorio donde hoy se encuentra el departamento pasó a formar parte del departamento del Beni. En 1867, el presidente Mariano Melgarejo cedió la mitad del territorio al entonces Imperio del Brasil en el Tratado de Ayacucho.

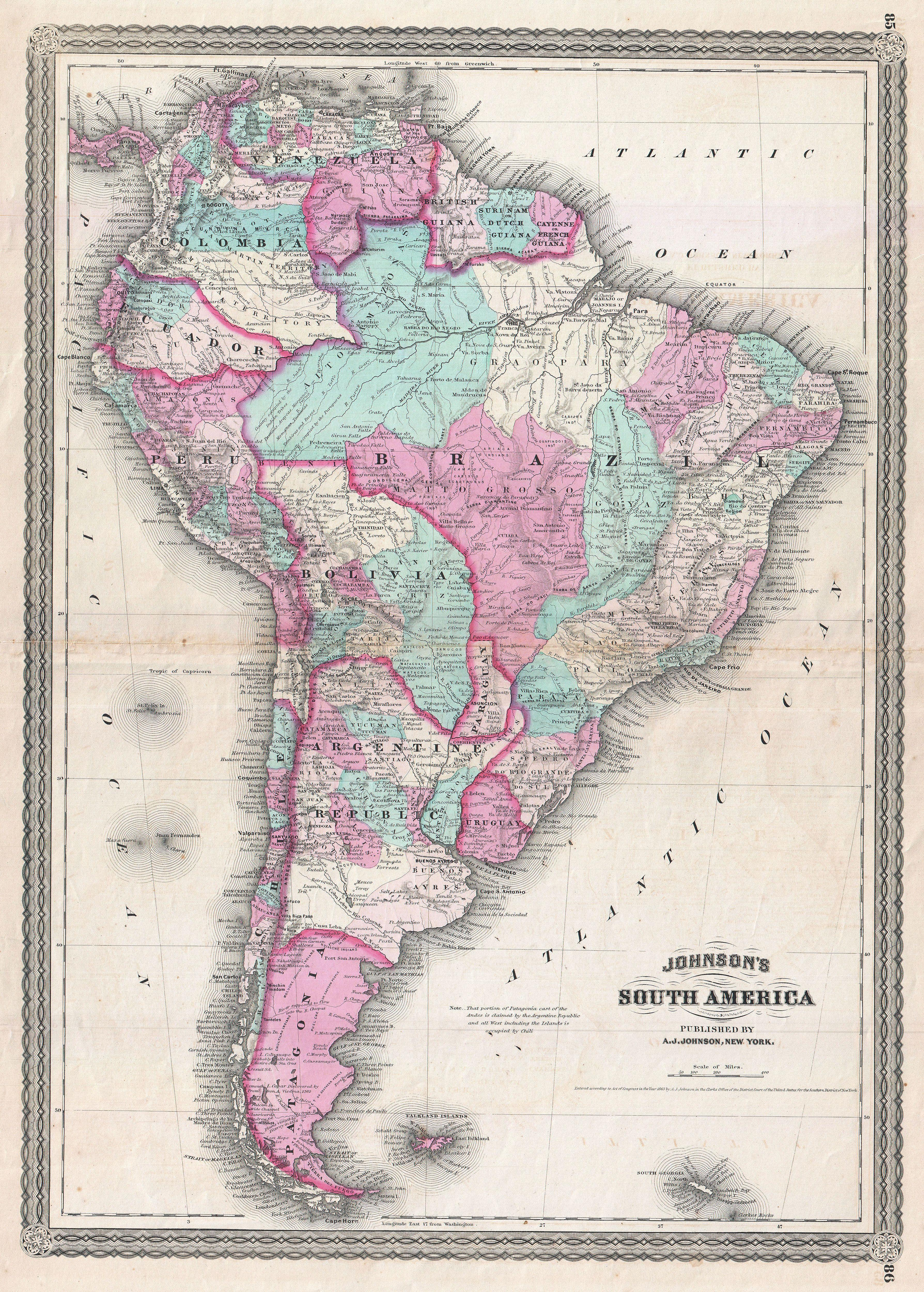
Mapa de Sudamérica en 1870, donde muestra a la Amazonía boliviana como parte del departamento del Beni.

No sería hasta el siglo XIX en la década de los 80 cuando el territorio empezaría a ser poblado por siringueros y exploradores oriundos del departamento de Santa Cruz, fundando sus asentamientos conocidos como barracas.
En la presidencia de Aniceto Arce el Congreso Nacional dictó la Ley de 28 de octubre de 1890 por la que se crearon las Delegaciones Nacionales del Madre de Dios y la del Río Purús, que eran una peculiar forma de llamar a un territorio que carecía de personalidad geográfica y jurídica definidas y que tampoco formaba parte de ningún departamento. Una de las causas de la creación de las delegaciones y territorios de colonias era la permanente disputa, a veces a bala y a punta de machete, de los dueños de siringales que no sabían exactamente donde comenzaba y donde terminaba su propiedad. 
Recién mediante Decreto Supremo de 16 de mayo de 1893 se creó la Delegación Nacional en la región noroeste del país, sobre los ríos Purús, Madre de Dios, Beni y Aquiri (actual río Acre). Asimismo se designó su primer delegado, Lisímaco Gutiérrez. Recién en 1899, el gobierno nacional dispuso la creación de Puerto Alonso (cuyo nombre cambiaría, por el de Puerto Acre) como una tardía forma de sentar soberanía. Ya estaban asentados los brasileros en el número antes indicado y los bolivianos apenas habían llegado a las cercanías de lo que hoy es Xapuri. En el Alto Acre, en esos años, había solo un boliviano llamado Ángel Roca.
El 8 de marzo de 1900, el presidente José Manuel Pando creó el Territorio Nacional de Colonias del Noroeste mediante Decreto Supremo, separándolo oficialmente del departamento del Beni, ya no como una delegación, sino como un territorio nacional independiente de cualquier departamento, como estrategia de controlar mejor esa zona frente a la llegada de brasileños al norte del territorio en la época de la guerra del Acre. 

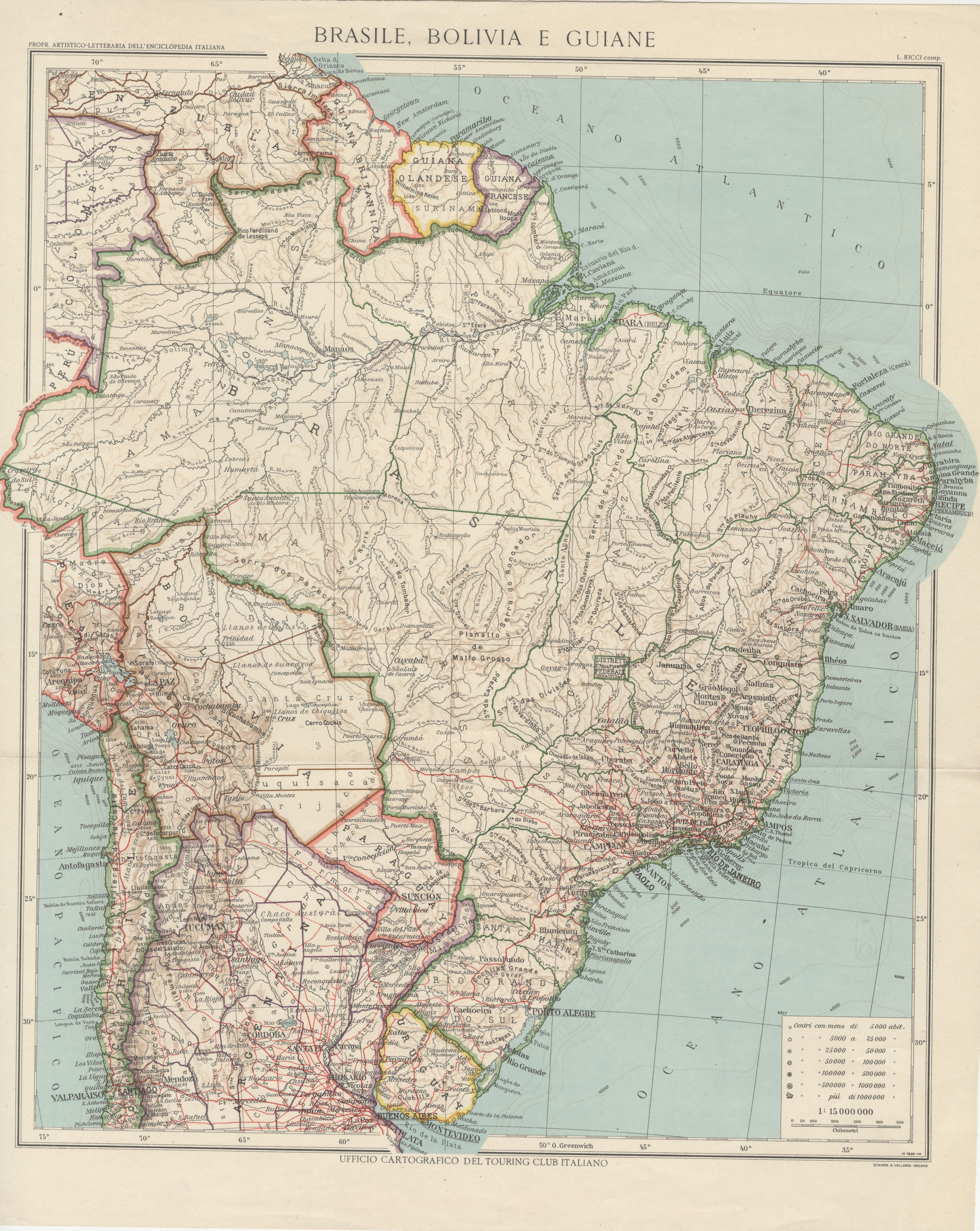
Mapa de Brasil, Bolivia y Guyana en 1930, donde se muestra el Territorio de Colonias del Noroeste.

Tras el fin de la guerra del Acre y con los tratados de Petrópolis con Brasil en 1903 durante la presidencia de José Manuel Pando y el Polo-Bustamente con Perú en 1909 durante la presidencia de Eliodoro Villazón, finalmente las fronteras del Territorio Nacional de Colonias del Noroeste fueron delimitadas oficialmente con ambos países.

### Creación del departamento
En 1938, el presidente Germán Busch creó el departamento de Pando mediante ley a través de la Asamblea Constituyente que se llevaba ese mismo año, en homenaje a José Manuel Pando, en el Territorio Nacional de Colonias del Noroeste. Se estableció como capital del departamento a la localidad de Puerto Rico y dejando la provincia de Vaca Díez como parte del departamento del Beni. El noveno departamento se creó con cuatro provincias: Tahuamanu (con su capital Cobija), Abuná (con su capital Manoa), Manuripi (con su capital Puerto Rico) y Madre de Dios (con su capital Las Piedras).
En 1945, durante la presidencia de Gualberto Villarroel, la capital del nuevo departamento pasó a ser oficialmente la ciudad de Cobija.

## Demografía
De acuerdo con el censo boliviano de 2024, la población del departamento de Pando es de 130 761 habitantes.
El departamento está escasamente poblado debido a su ubicación remota en la selva tropical. La población del departamento se multiplicó por ocho entre 1950 y 2024:
| Año  | Habitantes | Fuente |
| ---- | ---------- | ------ |
| 1950 | 16.284     | Censo  |
| 1976 | 34.493     | Censo  |
| 1992 | 38.072     | Censo  |
| 2001 | 52.525     | Censo  |
| 2012 | 110.436    | Censo  |
| 2024 | 130.761    | Censo  |

## Gobierno y administración
De acuerdo con la actual Constitución Política de Bolivia, la máxima autoridad del Departamento es el gobernador, pero con funciones restringidas, seguido por el vicegobernador. Desde 2005 el gobernador, antes llamado prefecto, es elegido por voto popular directo para un periodo de 5 años (anteriormente el cargo era designado por el presidente de Bolivia).
De la misma forma, el departamento de Pando cuenta también con una  Asamblea Departamental (similar a una legislatura departamental, pero con funciones restringidas) de 21 miembros llamados asambleístas. Cada municipio recibe un mínimo de 1 asambleísta, siendo los asambleístas restantes asignados de acuerdo con el número de habitantes y jurisdicciones indígenas. La elección de los asambleístas corresponde por ley a los municipios y a las comunidades regionales con autonomía indígena.
A partir del 2010 se le elige un gobernador y una asamblea, en concordancia con lo establecido en la nueva constitución boliviana.

## División territorial
Anexo:Municipios Pandinos por población
El departamento de Pando está constituido por 5 provincias que a la vez se dividen en 15 municipios:
| 4 | Abuná          | Santa Rosa del Abuná  | 7.468  | 4.049  |                       |        |
| 4 | Abuná          | Santa Rosa del Abuná  | 7.468  | 4.049  | Santa Rosa del Abuná  | 248    |
| 4 | Abuná          | Santa Rosa del Abuná  | 7.468  | 4.049  | Ingavi                | 1.654  |
| 5 | Federico Román | Nueva Esperanza       | 13.200 | 7.034  |                       |        |
| 5 | Federico Román | Nueva Esperanza       | 13.200 | 7.034  | Nueva Esperanza       | 921    |
| 5 | Federico Román | Nueva Esperanza       | 13.200 | 7.034  | Villa Nueva           | 1.147  |
| 5 | Federico Román | Nueva Esperanza       | 13.200 | 7.034  | Santos Mercado        | 708    |
| 3 | Madre de Dios  | Puerto Gonzalo Moreno | 10.879 | 24.070 |                       |        |
| 3 | Madre de Dios  | Puerto Gonzalo Moreno | 10.879 | 24.070 | Puerto Gonzalo Moreno | 4.544  |
| 3 | Madre de Dios  | Puerto Gonzalo Moreno | 10.879 | 24.070 | San Lorenzo           | 3.940  |
| 3 | Madre de Dios  | Puerto Gonzalo Moreno | 10.879 | 24.070 | Sena                  |        |
| 1 | Manuripi       | Puerto Rico           | 22.461 | 14.986 |                       |        |
| 1 | Manuripi       | Puerto Rico           | 22.461 | 14.986 | Puerto Rico           | 4.494  |
| 1 | Manuripi       | Puerto Rico           | 22.461 | 14.986 | San Pedro             | 1.109  |
| 1 | Manuripi       | Puerto Rico           | 22.461 | 14.986 | Filadelfia            | 3.732  |
| 2 | Nicolás Suárez | Porvenir              | 9.819  | 60.297 |                       |        |
| 2 | Nicolás Suárez | Porvenir              | 9.819  | 60.297 | Cobija                | 29.520 |
| 2 | Nicolás Suárez | Porvenir              | 9.819  | 60.297 | Porvenir              | 4.215  |
| 2 | Nicolás Suárez | Porvenir              | 9.819  | 60.297 | Bolpebra              | 1.305  |
| 2 | Nicolás Suárez | Porvenir              | 9.819  | 60.297 | Bella Flor            | 2.326  |

## Economía

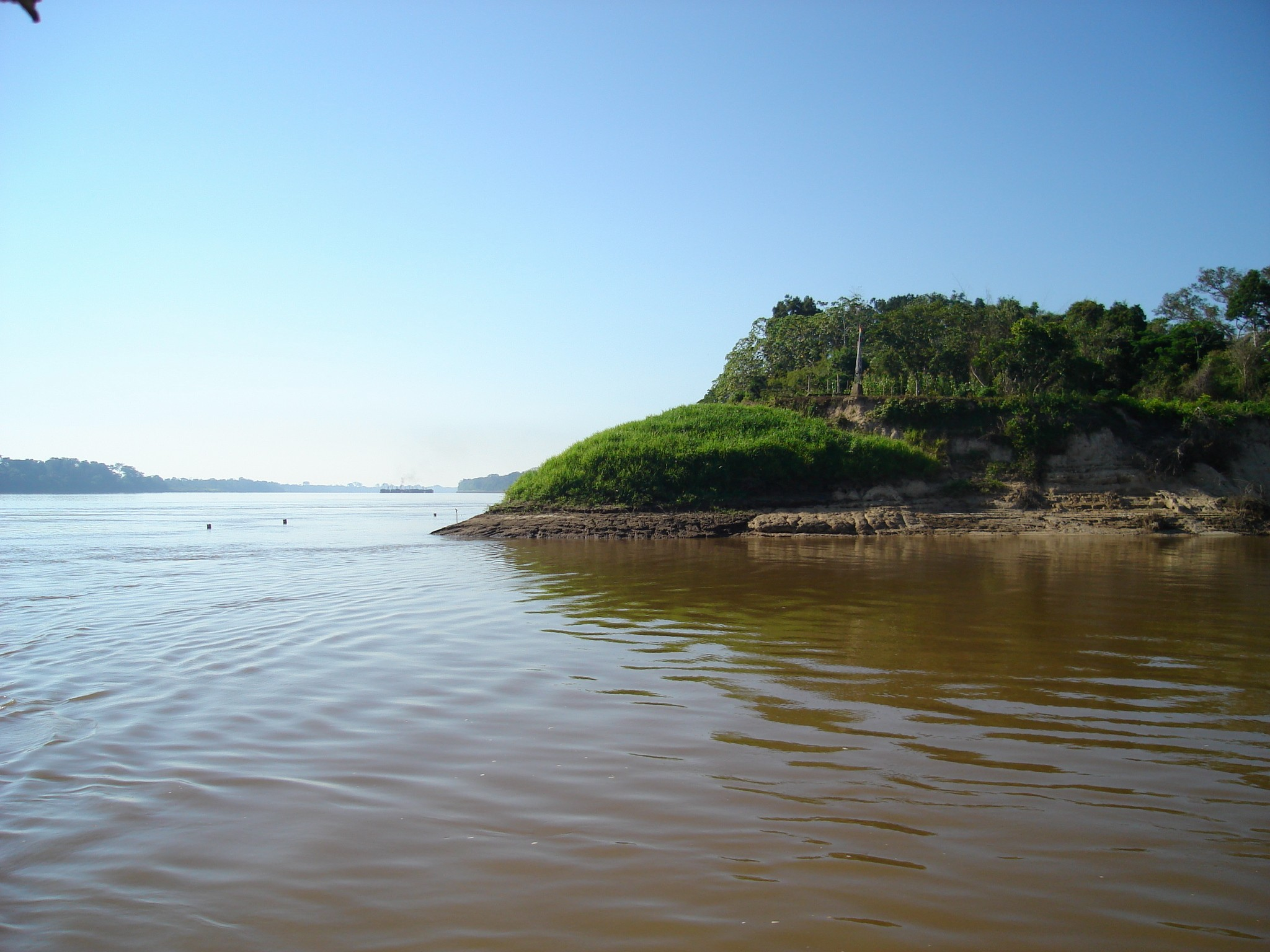
El Río Abuná.

Actualmente Cobija depende más de la minería del oro y de la producción de almendras, la mayoría de lo cual se vende al Brasil. Se ha establecido la presencia de oro, litio, cinabrio, ilmenita, bauxita, columbita, piedras preciosas y semi preciosas.
El departamento de Pando por las características propias de la zona tropical cuenta con cultivos de: maíz, cacao, café, yuca o mandioca, arroz, frutas tropicales, legumbres y hortalizas.
La ganadería es una actividad importante para los habitantes de la región. En cuanto a la pesca, los ríos son hábitat de una gran variedad de peces como el pacú, surubí, dorado, palometa, sábalo, bagre y blanquillo.

### Comercio
Desde la época de la siringa, se impulsa el comercio con productos principalmente importados de Brasil, Perú, en mayor parte de Chile y varios departamentos de Bolivia. Zofra Cobija le da a la capital pandina beneficios de zona franca y aunque aún no se incentiva la industria a mayor escala, cuentan con logística para el comercio.

### Agricultura
El clima del departamento de Pando por las características propias de la zona tropical cuenta con cultivos de: maíz, cacao, café, yuca o mandioca, arroz, frutas tropicales, legumbres y hortalizas.

### Minería
En Pando se ha establecido la presencia de oro, litio, cinabrio, ilmenita, bauxita, columbita, piedras preciosas y semi preciosas, siendo a veces una de las exportaciones a Brasil.

### Pesca
Los ríos son hábitat de una gran variedad de peces como él; pacú, surubí, dorado, palometa, sábalo, bagre y blanquillo.

### Vías de transporte
El departamento de Pando se comunica con el interior y exterior del país por vía aérea mediante un aeropuerto en el que operan naves del tipo Boeing, con capacidad para operaciones de mayor envergadura. Esta es la principal vía de comunicación física. Los ríos, naturales vías de comunicación le sirven como enlace entre sus regiones. Por vía terrestre, están en realización varias carreteras ínterdepartamentales e interprovinciales.

### Ganadería
Gracias a la extensión territorial en una parte del departamento se dedican a la crianza de vacunos de alta calidad.
| Tamaño de la Economía del Departamento de Pando (PIB) Riqueza promedio por cada habitante (PIB per Cápita) | Tamaño de la Economía del Departamento de Pando (PIB) Riqueza promedio por cada habitante (PIB per Cápita) | Tamaño de la Economía del Departamento de Pando (PIB) Riqueza promedio por cada habitante (PIB per Cápita) | Tamaño de la Economía del Departamento de Pando (PIB) Riqueza promedio por cada habitante (PIB per Cápita) |
| Año | PIB (en dólares)                                                                                           | PIB per Cápita (en dólares)                                                                                | Crecimiento del PIB departamental                                                                          |
| --- | --- | --- | --- |
| 1988 | US$ 33 millones                                                                                            | US$ 784 dólares                                                                                            | Sin cambios                                                                                                |
| 1989 | US$ 34 millones                                                                                            | US$ 785 dólares                                                                                            | + 3.24 %                                                                                                   |
| 1990 | US$ 38 millones                                                                                            | US$ 855 dólares                                                                                            | + 12.79 %                                                                                                  |
| 1991 | US$ 38 millones                                                                                            | US$ 858 dólares                                                                                            | - 1.01 %                                                                                                   |
| 1992 | US$ 39 millones                                                                                            | US$ 854 dólares                                                                                            | - 2.02 %                                                                                                   |
| 1993 | US$ 40 millones                                                                                            | US$ 873 dólares                                                                                            | + 6.51 %                                                                                                   |
| 1994 | US$ 44 millones                                                                                            | US$ 933 dólares                                                                                            | + 9.68 %                                                                                                   |
| 1995 | US$ 50 millones                                                                                            | US$ 1 048 dólares                                                                                          | + 6.30 %                                                                                                   |
| 1996 | US$ 55 millones                                                                                            | US$ 1 124 dólares                                                                                          | + 3.65 %                                                                                                   |
| 1997 | US$ 60 millones                                                                                            | US$ 1 213 dólares                                                                                          | + 7.90 %                                                                                                   |
| 1998 | US$ 70 millones                                                                                            | US$ 1 389 dólares                                                                                          | + 13.80 %                                                                                                  |
| 1999 | US$ 73 millones                                                                                            | US$ 1 410 dólares                                                                                          | + 5.71 %                                                                                                   |
| 2000 | US$ 76 millones                                                                                            | US$ 1 451 dólares                                                                                          | + 8.11 %                                                                                                   |
| 2001 | US$ 78 millones                                                                                            | US$ 1 356 dólares                                                                                          | + 5.42 %                                                                                                   |
| 2002 | US$ 73 millones                                                                                            | US$ 1 170 dólares                                                                                          | + 0.70 %                                                                                                   |
| 2003 | US$ 71 millones                                                                                            | US$ 1 045 dólares                                                                                          | - 1.01 %                                                                                                   |
| 2004 | US$ 76 millones                                                                                            | US$ 1 041 dólares                                                                                          | + 4.20 %                                                                                                   |
| 2005 | US$ 89 millones                                                                                            | US$ 1 144 dólares                                                                                          | + 4.29 %                                                                                                   |
| 2006 | US$ 99 millones                                                                                            | US$ 1 189 dólares                                                                                          | + 5.35 %                                                                                                   |
| 2007 | US$ 128 millones                                                                                           | US$ 1 445 dólares                                                                                          | + 11.68 %                                                                                                  |
| 2008 | US$ 158 millones                                                                                           | US$ 1 694 dólares                                                                                          | + 5.59 %                                                                                                   |
| 2009 | US$ 155 millones                                                                                           | US$ 1 579 dólares                                                                                          | + 0.51 %                                                                                                   |
| 2010 | US$ 185 millones                                                                                           | US$ 1 786 dólares                                                                                          | + 4.05 %                                                                                                   |
| 2011 | US$ 224 millones                                                                                           | US$ 2 058 dólares                                                                                          | + 2.37 %                                                                                                   |
| 2012 | US$ 244 millones                                                                                           | US$ 2 140 dólares                                                                                          | + 2.53 %                                                                                                   |
| 2013 | US$ 268 millones                                                                                           | US$ 2 257 dólares                                                                                          | + 3.02 %                                                                                                   |
| 2014 | US$ 284 millones                                                                                           | US$ 2 294 dólares                                                                                          | + 4.84 %                                                                                                   |
| 2015 | US$ 292 millones                                                                                           | US$ 2 266 dólares                                                                                          | + 2.85 %                                                                                                   |
| 2016 | US$ 310 millones                                                                                           | US$ 2 317 dólares                                                                                          | + 2.45 %                                                                                                   |
| 2017 | US$ 339 millones                                                                                           | US$ 2 442 dólares                                                                                          | + 2.91 %                                                                                                   |
| 2018 | US$ 373 millones                                                                                           | US$ 2 593 dólares                                                                                          | + 7.03 %                                                                                                   |
| 2019 | | | |
| Nota: En rojo, los años de decrecimiento del PIB, de 0% para abajo. En verde, los años de crecimiento regular del PIB entre 0% y 4,50%. En azul, los años de crecimiento bueno del PIB de 4,50% para arriba. Fuente: Instituto Nacional de Estadística de Bolivia INE (2019) | | | |

| Departamentos de Bolivia según el tamaño de su Economía PIB (producto interno bruto) en 2018           | Departamentos de Bolivia según el tamaño de su Economía PIB (producto interno bruto) en 2018 | Departamentos de Bolivia según el tamaño de su Economía PIB (producto interno bruto) en 2018 | Departamentos de Bolivia según el tamaño de su Economía PIB (producto interno bruto) en 2018 |
| Posición                                                                                               | Departamento de                                                                              | Producto Interno Bruto                                                                       | País Comparable en PIB                                                                       |
| --- | -------------------------------------------------------------------------------------------- | -------------------------------------------------------------------------------------------- | -------------------------------------------------------------------------------------------- |
| 1.º | Santa Cruz                                                                                   | US$ 11 811 millones                                                                          | Bahamas                                                                                      |
| 2.º | La Paz                                                                                       | US$ 11 319 millones                                                                          | Moldavia                                                                                     |
| 3.º | Cochabamba                                                                                   | US$ 6 037 millones                                                                           | Eritrea                                                                                      |
| 4.º | Tarija                                                                                       | US$ 3 204 millones                                                                           | Surinam                                                                                      |
| 5.º | Potosí                                                                                       | US$ 2 627 millones                                                                           | Seychelles                                                                                   |
| 6.º | Oruro                                                                                        | US$ 2 071 millones                                                                           | República Centroafricana                                                                     |
| 7.º | Chuquisaca                                                                                   | US$ 2 030 millones                                                                           | Cabo Verde                                                                                   |
| 8.º | Beni                                                                                         | US$ 1 104 millones                                                                           | Granada                                                                                      |
| 9.º | Pando                                                                                        | US$ 373 millones                                                                             | Micronesia                                                                                   |
| Total                                                                                                  | Bolivia                                                                                      | US$ 40.581 millones                                                                          | Túnez                                                                                        |
| Fuente: Instituto Nacional de Estadística de Bolivia INE (2019)                                        |                                                                                              |                                                                                              |                                                                                              |
| Departamentos de Bolivia por riqueza promedio de habitante (producto interno bruto per Cápita) en 2018 |                                                                                              |                                                                                              |                                                                                              |
| Posición                                                                                               | Departamento de                                                                              | PIB per Cápita                                                                               | País Comparable en PIB per Cápita                                                            |
| 1.º | Tarija                                                                                       | US$ 5 689 dólares                                                                            | Irak                                                                                         |
| 2.º | La Paz                                                                                       | US$ 3 926 dólares                                                                            | El Salvador                                                                                  |
| 3.º | Oruro                                                                                        | US$ 3 849 dólares                                                                            | Indonesia                                                                                    |
| 4.º | Santa Cruz                                                                                   | US$ 3 663 dólares                                                                            | Cabo Verde                                                                                   |
| Promedio                                                                                               | Bolivia                                                                                      | US$ 3 589 dólares                                                                            | Bolivia                                                                                      |
| 5.º | Chuquisaca                                                                                   | US$ 3 243 dólares                                                                            | Marruecos                                                                                    |
| 6.º | Cochabamba                                                                                   | US$ 3 062 dólares                                                                            | Filipinas                                                                                    |
| 7.º | Potosí                                                                                       | US$ 2 961 dólares                                                                            | Ucrania                                                                                      |
| 8.º | Pando                                                                                        | US$ 2 593 dólares                                                                            | Egipto                                                                                       |
| 9.º | Beni                                                                                         | US$ 2 359 dólares                                                                            | Honduras                                                                                     |
| Fuente: Instituto Nacional de Estadística de Bolivia INE (2019)                                        |                                                                                              |                                                                                              |                                                                                              |

## Recursos hídricos

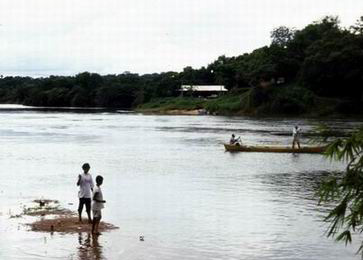
El Río Madre de Dios.

El departamento de Pando es una región con un alto nivel de precipitación, 1865 mm en promedio (entre 143 y 1990) con un máximo de 2423 mm (1972) y un mínimo de 1298 mm (1963). La estación lluviosa se extiende de octubre a abril, y la estación seca tiene su mínimo de lluvia en julio. Las aguas superficiales abundan todo el año, pero son de calidad variable.
El río Madre de Dios y el río Tahuamanu, ambos afluentes del río Beni, curso alto del río Madera, que pertenecen a la gran cuenca del Amazonas, constituyen las principales fuentes de aguas superficiales. Para el abastecimiento de agua potable, la ciudad de Cobija se abastece desde el arroyo Bahía, en la frontera con el Brasil.
Los ríos del departamento de Pando corresponden en su integridad a la cuenca del Amazonas los principales son: el Acre, que hace frontera con el Brasil, el Orthon que nace de la unión del Manuripi con el río Tahuamanu, Madre de Dios que nace en el Perú con el nombre de río Manu, hace frontera con el norte del departamento de La Paz, Buyumanu, Karamanu, el Mapiri o Manu, Manurime, Genechiquia, Chipamanu hace frontera con el Brasil y el Abuná. El río Madera no es navegable debido a que sus aguas caen en repetidos sitios llamados cachuelas. Las cachuelas comienzan en Guayaramerín sobre el río Mamoré y se prolongan hasta Porto Velho.

## Clima
El departamento de Pando tiene una temperatura promedio de 26.6 grados. La alta precipitación pluvial, 1800 mm promedio anual, favorece el crecimiento de grandes bosques.

## Fauna

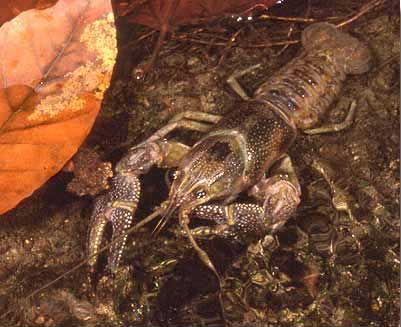
El cangrejo de río

En el departamento es muy rica, se destacan: el anta o tapir; jaguar o tigre americano; puma o león americano; taitetú o jabalí americano; varias especies de cérvidos; capihuara; tamandúa u oso hormiguero; tejón; agutí o coatí; gato montés; zarigüeya; iguana; varias especies de simios; lagartos de río: caimán; serpientes y boas constrictoras como la sicuri o anaconda que llega a medir hasta 12 metros de largo; tortugas de tierra y acuáticas; cientos de variedades de aves; los ríos de Pando albergan una fauna ictiológica de gran variedad. En los ríos habitan caimanes, lagartos, lobitos de río (variedad de nutria); en los ríos caudalosos del norte y nororiente de Bolivia se suelen ver bufeos (delfín de agua dulce), también se encuentra una variedad de tortuga, en los lechos de las aguas cálidas se hallan cangrejos cuya carne, aunque óptima no es aprovechada por los lugareños.

## Orografía
El departamento en su totalidad es llano. Presenta ligeras ondulaciones proyectadas paralela y longitudinalmente de occidente a oriente. El territorio de Pando tiene algunas plataformas intermedias de poca elevación.

## Gastronomía
Preparado sobre la base de gallina cocida, arroz y yuca; locro carretero, preparado sobre la base de charque, chivé, arroz y yuca; patasca de cerdo; pan de arroz, preparado con harina de arroz; empanada de arroz, preparada con harina de arroz, con diversos rellenos.

## Símbolos Departamentales

### Escudo de armas
El escudo de armas está representado por un cuerpo que se divide en tres cuarteles, en cuya parte superior se encuentra una estrella grande, rodeada de un hago que, simbólicamente, representa a Cobija, la capital. El cuerpo está en la parte inferior rodeado de dos ramas: una de caña y otra de café, que a su vez representan dos recursos naturales renovables de la Amazonia. En la parte baja, donde se cruzan las dos ramas, están grabadas en cinta roja tres palabras: Trabajo - Industria - Progreso.
En la parte superior, cinco estrellas, que simbolizan las cinco provincias.
En la parte central el escudo se divide en dos pabellones: al lado izquierdo, el árbol de la castaña, con un trasfondo de la selva amazónica; y, en el lado derecho, árboles de goma, otro de los recursos de la región.
En la parte inferior, por un lado la riqueza hídrica de la región, y una antena que, junto al río, representa la integración de Pando. La casa es por la generosidad del alma del pueblo pandino.

### Bandera departamental

Bandera del departamento de Pando.

Está compuesta por dos franjas horizontales. La franja superior es de color blanco que representa la paz e integridad y la franja inferior es de color verde que representa la Amazonia boliviana.